# Stuart Bay
Stuart Bay är en vik i Kanada.   Den ligger i territoriet Nunavut, i den norra delen av landet, 3 600 km nordväst om huvudstaden Ottawa.
Trakten runt Stuart Bay består i huvudsak av gräsmarker. Trakten runt Stuart Bay är nära nog obefolkad, med mindre än två invånare per kvadratkilometer.